# Noua și scurta viață a lui Bree Tanner
Noua și scurta viață a lui Bree Tanner este o nuvelă fantastică a autoarei Stephenie Meyer, publicată în 2010 în Statele Unite și România, la Editura Rao. Nuvela este parte componentă a romanului Eclipsa, iar acțiunea este narată de personajul Bree Tanner.